# Rock-A-Field
Le Rock-A-Field (abr. RAF ou R@F) est un festival de rock organisé annuellement depuis 2006 au Herschesfeld, à Roeser (Luxembourg). Il accueille des artistes de plusieurs univers musicaux, majoritairement rock, pop, electro, indie et hip-hop.
Le « A » au centre de Rock-A-field est le logo de l'organisateur, Den Atelier. Le festival n'a pas lieu en 2017 et en 2018,,.

## Programmation

### 2006
Pour sa première édition en 2006, le Rock-A-Field a reçu 14 000 visiteurs.
- Samedi 25 juin : Placebo, Franz Ferdinand, Raphaël, Mando Diao, Silbermond, IAMX, The Boxer Rebellion, Couchgrass et Metro[5].

### 2007
Lors de sa 2e année, le Rock-A-Field a accueilli 15 000 visiteurs.
- Samedi 24 juin : The Killers, Queens of the Stone Age, The Hives, Billy Talent, Juli, Art Brut, Versus You et Green Light and the Rocky Bretherens[6].

### 2008
Cette troisième édition a eu lieu le 21 juin 2008, avec 14 000 participants.
- Samedi 21 juin : The Kooks, The Verve, Mando Diao, Dirty Pretty Things, UNKLE, We Are Scientists, The Cribs, Anti-Flag, Eternal Tango et Culcha Candela[7].

### 2009
L'édition 2009 a compté 17 000 visiteurs.
- Samedi 28 juin : Kings of Leon, Franz Ferdinand, Peter Fox, Papa Roach, The Ting Tings, Hal Flavin, Mutiny on the Bounty[8].

### 2010
- Samedi 27 juin : The Prodigy, Thirty Seconds to Mars, Kasabian, Gossip, Deftones, Jan Delay, Ghinzu, Paramore, Biffy Clyro, Pendulum, Eternal Tango, Funky P, Angel at My Table, Inborn, Lumi[9].

### 2011
Le groupe Blink-182 a annulé sa venue au Rock-A-Field 2011, ainsi que toute sa tournée européenne, à la suite d'un retard dans l'enregistrement de leur album.
- Samedi 26 juin : Arctic Monkeys, Arcade Fire, Die Fantastischen Vier, Elbow, The Wombats, Volbeat, Jimmy Eat World, The Gaslight Anthem, Goose, Project 54, De Läb[11].

### 2012
L'édition 2012 a eu lieu pour la première fois sur deux jours. Godsmack et Justice annulent leur prestation, et les Dropkick Murphys jouent en toute clôture de festival plutôt que le dimanche après-midi comme prévu, à cause d'un problème de transport. Leur set initial est couvert par Triggerfinger, qui joue donc deux concerts en une journée.
- Samedi 23 juin : Motörhead, Chase and Status, The Kooks, Snow Patrol, Mac Miller, Angel at my table, Rival Sons, Casper, The Kills, Mastodon, Modestep, Dirtyphonics, Borgore[13].
- Dimanche 24 juin : Mumford and Sons, Deadmau5, Biffy Clyro, Mutiny on the Bounty, Billy Talent, Two Door Cinema Club, Triggerfinger, Dropkick Murphys, Porn Queen, Lostprophets, Clueso[13].

### 2013
L'édition 2013 a de nouveau eu lieu sur deux jours, les 29 et 30 juin. Cette édition lance la « Chillax Tent », un espace consacré à la musique electro.
- Samedi 29 juin : Phoenix, Seeed, The Script, Kraftklub, Netsky, The BossHoss, Of Monsters and Men, Flux Pavilion, Masters of Reality, Toxkäpp!, The Heavy, Seed to Tree[14].
- Dimanche 30 juin : Queens of the Stone Age, Volbeat, Bloc Party, C2C, Example, Jake Bugg, Band of Horses, Macklemore et Ryan Lewis, Tame Impala, Kodaline, Heartbeat Parade[14].

### 2014
Pour la première fois, le Rock-A-Field a lieu sur trois jours : les 27, 28 et 29 juin 2014.
- Vendredi 27 juin : Thirty Seconds to Mars, Sportfreunde Stiller, Triggerfinger, Bombay Bicycle Club, Alter Bridge, Marteria, Angel at my table, Deap Vally, Sub Culture, Freshdax[15].
- Samedi 28 juin : Skrillex, Alice in Chains, Foals, Ellie Goulding, White Lies, Shaka Ponk, Foster the People, Gold Panda, Thees Uhlmann, Natas Loves You, Camo and Krooked Present Zeitgeist, Claire, Versus You, Dream Catcher, Lost in Pain[15].
- Dimanche 29 juin : Kings of Leon, Interpol, The Hives, Wiz Khalifa, Gentleman and the Evolution, Haim, Chvrches, Grandmaster Flash, Clutch, Prinz Pi, Sub Focus, Jungle, Artaban, All the Way Down, The Majestic Unicorns from Hell[15].

### 2015
Le Rock-A-Field 2015 a de nouveau lieu sur trois jours, mais cette fois-ci en juillet :
- Vendredi 3 juillet : Bastille, Kraftklub, Boys Noize, Balthazar, Nothing But Thieves, The Tame and the Wild[16].
- Samedi 4 juillet : Rise Against, Wu-Tang Clan, Eagles of Death Metal, Gramatik, Kate Tempest, Kontra K, We Were Promised Jetpacks, The Disliked, Ice in my Eyes[16].
- Dimanche 5 juillet : Muse, Alt-J, Skip the Use, Mutiny on the Bounty, Marmozets, Echosmith, BRNS, Talisco, Dotan[16].

### 2016
L'édition 2016 revient à une programmation sur deux jours, toujours en juillet. En 2012, le Rock-A-Field prévoyait déjà un écran pour diffuser les matchs du Championnat d'Europe de football, qui se déroule en même temps que le festival. Pour le Championnat d'Europe 2016, il mentionne la présence de cet écran pour la première fois sur son affiche et diffuse la finale. La fréquentation est en forte baisse, avec 8 000 participants.
- Samedi 9 juillet : Deichkind, Bring Me the Horizon, Parov Stelar, Ghinzu, Vitalic, Prinz Pi, Tyler, The Creator, De Läbbel Session, Freshdax, Tuys, Austinn[17].
- Dimanche 10 juillet : Pixies, Steve Aoki, the 1975, Puggy, Gogol Bordello, Bilderbuch, Oh Wonder, Broken Back, When 'Airy met Fairy, T The Boss, Tommek[17].

### 2017
Il n'y a pas d'édition prévue en 2017,.

### 2018
L'équipe du Rock-A-Field annonce le 22 décembre 2016 sur sa page Facebook qu'une édition 2018 est prévue. Elle bénéficiera pour la première fois d'un appui du Ministère de la Culture. Mais le 3 novembre 2017, l'équipe annonce sur Facebook et son site officiel que de nouveau , le festival n'aura pas lieu,.

### 2019
Rammstein passe par le festival le 20 juillet 2019, dans le cadre de la tournée Rammstein Stadium Tour[réf. nécessaire].